# نابيلون (دواء)
نابيلون، الذي يُباع تحت الاسم التجاري سيساميت من بين أسماء أخرى، هو دواء يستخدم لعلاج الغثيان و القيء الناجم عن العلاج الكيميائي .  تدعم بعض الأدلة فعاليته المتواضعة لعلاج الفيبروميالجيا و التصلب المتعدد أيضا.   و يؤخذ عن طريق الفم. 
تشمل الآثار الجانبية الشائعة له؛ النعاس و جفاف الفم و الدوخة و الشعور بالارتفاع و ضعف التنسيق و الصداع.  قد تشمل الآثار الجانبية الأخرى أيضا سرعة ضربات القلب بسبب إساءة الاستعمال و الذهان .  أما السلامة أثناء الحمل فغير واضحة.  وهو عبارة عن مادة كانابينويدات الاصطناعية لها تأثيرات مشابهة لرباعي هيدروكانابينول (THC)، وهو المركب ذو التأثير النفساني الأساسي الموجود في القنب.  
ووفق على نابيلون للاستخدام الطبي في الولايات المتحدة في عام 1985.  في المملكة المتحدة، تكلف 20 حبة من 1 ملغ هيئة الخدمات الصحية الوطنية حوالي 200 جنيه إسترليني اعتبارًا من عام 2021.  ويكلف هذا القدر في الولايات المتحدة حوالي 820 دولارًا أمريكيًا.  كما يعتبر في الولايات المتحدة من المواد الخاضعة للرقابة في الجدول الثاني. 